# Philippe Parmentier
Philippe Parmentier (* 6. Februar 1784 in Feluy, Wallonien; † 5. Mai 1867 in Gent, Flandern) war ein belgischer Bildhauer.
Parmentier war Sohn des Bildhauers Antoine François Parmentier. Seinen ersten künstlerischen Unterricht bekam er von seinem Vater. Später ging Parmentier nach Paris an die École des Beaux-Arts und wurde dort u. a. Schüler von L. D. Dessin und François Joseph Bosio. Mit 50 Jahren berief man Parmentier im Jahre 1837 als Dozenten an die Kunstakademie zu Gent. Diese Position bekleidete er zehn Jahre, legte 1850 nacheinander aber alle seine Ämter nieder und zog sich ins Privatleben zurück.

## Werke (Auswahl)
- 1826 – Grabmal für Bischof Charles Pisani de la Gaude in der Kathedrale St. Aubain von Namur
- 1829 – Standbild von Jacob Cats für Brouwershaven (Schouwen-Duiveland)
- 1830 – Grabmal für P. L. Bortier auf dem Friedhof von Laeken
- 1839 – Marmorstatue des Heiligen Nikolaus für die Kirche in Veurne (Westflandern)
- 1840 (?) Büste für Ogier Ghislain de Busbecq für den Botanischen Garten von Gent
- 1844 – Denkmal für Karel van Hulthem für die Société Royale de Botanique in Gent